# Мануїльський Михайло Захарович
Миха́йло Заха́рович Мануї́льський (4 червня (23 травня за ст. стилем) 1892 — листопад 1955) — радянський державний і партійний діяч, журналіст, відповідальний редактор журналу «Крокодил» (1930—1934).

## Біографія
Молодший брат Дмитра Мануїльського.
Навчався в гімназіях у містах Острозі та Ізмаїлі. У 1911 році вступив до Санкт-Петербурзького університету на природниче відділення фізико-математичного факультету, який закінчив у 1916 році. Спеціалізувався в ембріології. Крім того, в 1913—1916 рр. навчався на історико-філологічному факультеті Санкт-Петербурзького університету. Однак цей факультет не закінчив, оскільки був призваний до армії. Учасник Першої світової війни, служив у хімічній роті, 1917 року вступив до РСДРП(б).
З 1919 року на державній та партійній роботі в місті Іваново-Вознесенську, був знайомий з Володимиром Леніним
У 1925—1929 роках — відповідальний редактор іваново-вознесенської газети «Рабочий край» та однойменного журналу, що виходив при газеті. Продовжив традиції, закладені одним з попередніх редакторів, О. К. Воронським. Друкував у газеті й журналі твори московських літераторів, зокрема членів літературної групи «Перевал».
З квітня 1930 року — відповідальний редактор сатиричного журналу «Крокодил». Згідно зі спогадами співробітників, відрізнявся «доброю вдачею» і «поступливим характером», не вмів сердитися. Зібрав у журналі провідних радянських сатириків 1930-х рр. Створив умови для комфортної роботи Іллі Ільфа, Євгена Петрова, Валентина Катаєва, Михайла Вольпіна, А. С. Бухова та ін. Адресат листів Михайла Зощенка, активно співпрацював у «Крокодилі». За Мануїльського членами редколегії були Я. М. Бєльський (заступник редактора), В. П. Абрамський (завідувач редакцією) і Л. Д. Митницький (завідувач літературного відділу).
У березні 1934 року знятий з посади редактора, редколегія розпущена, а «Крокодил» переданий газеті «Правда». Новим редактором «Крокодила» був призначений Михайло Кольцов. Пробувши кілька місяців заступником Кольцова, перейшов у «Правду» завідувачем відділу, заступником відповідального секретаря газети, з 1937 року — член редколегії «Правди». З 1940 року працював у газеті «Труд»: був заступником головного редактора, членом редколегії і завідувачем відділу. Своїх статей у періодиці майже не друкував, був організатором радянської преси.
Нагороджений Орденом Трудового Червоного Прапора (1951), медалями «За оборону Москви» (1945), «За доблесну працю у Великій Вітчизняній війні 1941—1945 рр.» (1945), «В пам'ять 800-річчя Москви» (1947).
Похований на Введенському кладовищі Москви.
Його ім'я певний час носив Рівненський державний педагогічний інститут.